# Plantas contra zombis

Plantas contra Zombis (título original: Plants vs. Zombies) es un videojuego de defensa de torres de 2009 desarrollado y publicado por PopCap Games. Lanzado por primera vez para Windows y Mac OS X, el juego desde entonces ha sido adaptado a consolas, dispositivos portátiles y dispositivos móviles. El jugador asume el papel de propietario de una casa en medio de un apocalipsis zombi. A medida que una horda de zombis se acerca a lo largo de varios carriles paralelos, el jugador debe defender su hogar colocando plantas, que disparan proyectiles a los zombis o los afectan perjudicialmente. El jugador recolecta una moneda llamada sol para comprar plantas. Si un zombi llega a la casa en cualquier carril, el jugador pierde el nivel.
Plantas contra Zombis fue diseñado por George Fan, quien lo conceptualizó como una secuela más orientada a la defensa de su juego de simulador de peces Insaniquarium (2001), y luego lo desarrolló hasta convertirlo en un juego de defensa de torres en el que las plantas luchan contra zombis. El juego se inspiró en los juegos Magic: El encuentro y Warcraft III: Reign of Chaos; junto con la película Swiss Family Robinson. Se necesitaron tres años y medio para hacer Plantas contra Zombis. Rich Werner fue el artista principal, Tod Semple programó el juego y Laura Shigihara compuso la música del juego. Para atraer tanto a los jugadores casuales como a los incondicionales, el tutorial fue diseñado para ser simple y extendido a lo largo de Plantas contra Zombis.
Plantas contra Zombis fue recibido positivamente por la crítica y fue nominado a múltiples premios, incluidos «Juego de descarga del año» y «Juego de estrategia del año» como parte de los Golden Joystick Awards 2010. Los críticos elogiaron el estilo artístico humorístico del juego, su jugabilidad simplista pero atractiva y su banda sonora. Tras su lanzamiento en mayo de 2009, fue el videojuego más vendido desarrollado por PopCap Games y rápidamente se convirtió en su juego más vendido, superando a Bejeweled y Peggle. En 2010, había vendido más de un millón de copias en todo el mundo y desde entonces ha sido considerado uno de los mejores videojuegos de todos los tiempos. En 2011, PopCap fue comprada por Electronic Arts (EA). La empresa despidió a Fan y a otros 49 empleados, lo que marca un cambio de enfoque hacia los juegos móviles y sociales. Después de la compra, a Plantas contra Zombis le siguió una franquicia multimedia que incluye dos secuelas, tres shooters en tercera persona, dos series de cómics y dos juegos derivados, la mayoría de los cuales han recibido críticas positivas. Una remasterización, titulada Plants vs. Zombies Replanted, está programada para su lanzamiento en octubre de 2025.

## Jugabilidad
Plantas contra Zombis es un videojuego de defensa de torres en el que el jugador defiende su casa suburbana de los zombis. El césped se divide en una cuadrícula, con la casa del jugador a la izquierda. El jugador coloca diferentes tipos de plantas en cuadrados individuales de la cuadrícula. Cada planta tiene un estilo de defensa diferente, como disparar, explotar y bloquear. Los diferentes tipos de zombis tienen sus propios comportamientos especiales y sus propias debilidades ante las diferentes plantas. Por ejemplo, Balloon Zombie puede flotar sobre las plantas del jugador, pero Cactus puede reventar su globo. Otros ejemplos de zombis incluyen Dancing Zombie, que convoca a Backup Dancers a su alrededor; y el Dolphin Rider Zombie, que cabalga sobre un delfín en el agua para saltar sobre una planta.
El jugador puede elegir un número limitado de tipos de plantas a través de paquetes de semillas al comienzo de cada nivel, y debe pagar para colocarlos utilizando una moneda llamada «sol». El jugador recolecta sol haciendo clic en los íconos del sol que aparecen aleatoriamente sobre el césped o usando ciertas plantas que generan sol, como girasoles y hongos solares. Cada tipo de planta se recarga entre cada colocación a varias velocidades. Se puede utilizar una pala para desenterrar y quitar plantas. En el extremo izquierdo de cada carril hay una cortadora de césped, un limpiador de piscinas y un limpiador de techos de un solo uso; Si un zombi llega a este extremo, estos se activarán y matarán a todos los zombis en ese carril. Si un zombi llega al final de un carril cuyo cortacésped, limpiador de piscinas y limpiador de techos ya se han utilizado, los limpiadores de tejados fueron aplastados por la bola de fuego y la bola de hielo del Dr. Zomboss en el nivel 5-10 o en La venganza del Dr. Zomboss, o aún no se ha comprado un limpiador de tejados, el jugador pierde el nivel. Esto da como resultado la eliminación del progreso de ese nivel, siendo las únicas opciones reiniciar y salir.

### Modo de aventura
Hay cinco etapas en el modo de aventura, cada una de las cuales consta de diez niveles. Al final de casi todos los niveles, el jugador recolecta un nuevo tipo de planta para usar en niveles posteriores. En el primer nivel de la etapa dos (nivel 2-1), los zombis ocasionalmente comienzan a soltar dinero del juego cuando mueren. Después del nivel 3-4, el jugador puede gastar el dinero en una tienda del juego llamada Crazy Dave's Twiddydinkies. Crazy Dave ofrece mejoras que el jugador usa para mejorar las plantas y herramientas de jardinería ya colocadas para el Jardín Zen del jugador, que se desbloquea después del nivel 5-4 y permite al jugador regar y mantener un grupo de plantas, los cuales se obtienen como botín al matar zombis o comprarlos a través de su tienda; a cambio, las plantas generan dinero para el jugador. El quinto nivel de cada etapa tiene un desafío de minijuego, que a menudo utiliza una cinta transportadora que le da varias plantas al jugador. En el décimo nivel de cada etapa, el jugador recibe plantas de una cinta transportadora. Las etapas uno, tres y los primeros nueve niveles de la etapa cinco ocurren durante el día, mientras que las etapas dos, cuatro y la batalla con el Dr. Zomboss tienen lugar de noche.
Durante las etapas nocturnas, el jugador utiliza plantas de hongos de menor costo debido a la falta de generación natural de sol durante la noche. Las etapas tres y cuatro tienen lugar en el patio trasero de la casa, que tiene seis carriles (a diferencia de los cinco carriles habituales) y cuenta con una piscina que ocupa los dos carriles del medio. En la piscina, las plantas se colocan encima de los nenúfares que, a diferencia de la mayoría de las plantas, se pueden colocar directamente en los carriles de la piscina. La cuarta etapa tiene niebla que oscurece la mayor parte del césped. La quinta etapa tiene lugar en el tejado de la casa. Esta configuración hace que el jugador use plantas de catapulta, en lugar de las plantas de tiro estándar, para tener en cuenta la pendiente ascendente del techo.
El último nivel del modo de aventura enfrenta al jugador contra el Dr. Zomboss, un científico malvado y animador de los zombis. Aplasta las plantas del jugador haciendo que su Zombot las aplaste o les arroje furgonetas, y puede colocar bolas de fuego y hielo que ruedan por un carril. El jugador domina estas bolas con jalapeños y setas heladas. Después de completar el modo de aventura, el jugador puede volver a jugarlo, esta vez con plantas desbloqueadas durante el juego anterior y con tres plantas seleccionadas al azar para comenzar cada nivel.

### Otros modos de juego
Tres modos adicionales—minijuegos, rompecabezas y supervivencia—estarán disponibles una vez que se complete el modo Aventura. En el modo Minijuegos, el jugador selecciona entre una colección de veinte minijuegos. Estos niveles plantean al jugador desafíos únicos, cada uno con algún truco—a menudo hay variantes de una cinta transportadora que le da al jugador ciertas plantas. En el modo Puzzle, el jugador selecciona entre dos tipos de niveles: «Rompejarrones» y «Yo, Zombi». En «Rompejarrones», el jugador abre un conjunto de jarrones, cada uno de los cuales contiene una planta o un zombi. El nivel termina cuando todos los jarrones se rompen y todos los zombis mueren. En «Yo, Zombi», el jugador coloca zombis para pasar por recortes de plantas de cartón previamente colocados, con el objetivo de comerse el cerebro al final de cada carril. El jugador pierde el nivel si no hay zombis presentes en el césped y no se comieron los cinco cerebros mientras tenía menos de 50 soles (o, en el caso de su versión sin fin, comienza la siguiente racha con un conteo de soles inferior a 50), lo que resulta en la eliminación del progreso de ese rompecabezas con las únicas opciones de reiniciar y salir del rompecabezas. El modo Supervivencia ofrece una selección de niveles en los que el jugador elige plantas para derrotar oleadas de zombis cada vez más desafiantes.

## Desarrollo

### Concepto

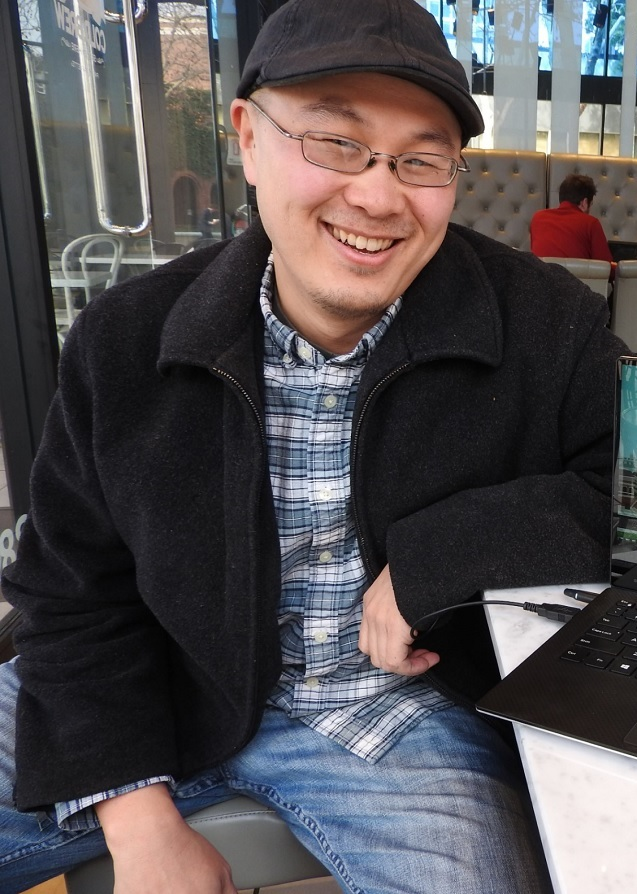
George Fan (fotografiado en 2018) es el creador y diseñador de Plantas contra zombis.

Plantas contra zombis fue diseñado por George Fan. Al imaginar una versión más orientada a la defensa de uno de sus títulos anteriores, Insaniquarium (2001), y después de haber jugado algunas modificaciones de defensa de torres de Warcraft III, se inspiró para crear un juego de defensa de torres. Fan consideró una secuela de Insaniquarium para Nintendo DS, cada pantalla representaría una pecera separada—una encima de la otra. Los extraterrestres atacarían la pecera superior y, si tenían éxito, irrumpirían en la pecera inferior. La jugabilidad en el tanque superior se centraría en la defensa contra los alienígenas, mientras que en el tanque inferior giraría en torno a la generación de recursos, similar a Insaniquarium. Pero inspirado por las torres de Warcraft III, consideró que las plantas serían buenas estructuras defensivas. Quería aportar nuevos conceptos al género y creía que el hecho de que los enemigos en los juegos de defensa de torres nunca atacarían las torres no era intuitivo. Para solucionar esto, comenzó a diseñar configuraciones de cinco y seis carriles que luego se usarían en el juego final. Al principio, los enemigos eran los extraterrestres de Insaniquarium, pero mientras Fan dibujaba el arte conceptual, dibujó lo que consideraba «el zombi perfecto» y se modificó la temática. Fan optó por usar zombis en lugar de extraterrestres para que el juego se destaque de otros videojuegos que usan plantas.
Insaniquarium influyó sustancialmente en el desarrollo de Plantas contra zombis. Los juegos tienen un ritmo similar, determinado por la «alimentación por goteo» de mascotas y plantas respectivamente, y elegir plantas al comienzo de cada nivel es análogo a elegir mascotas en Insaniquarium. Fan también se inspiró en la película Swiss Family Robinson, en la que una familia defiende a sí misma y a su hogar contra los piratas. Fan incluyó elementos del juego de cartas coleccionables Magic: The Gathering, al que había jugado con su novia, Laura Shigihara. Mostrarle cómo personalizar sus mazos de cartas lo inspiró a diseñar Plantas contra zombis con paquetes de semillas—en lugar de su idea original de una cinta transportadora que generaba plantas al azar—debido a la mayor complejidad del sistema de paquetes de semillas. Si bien la cinta transportadora se eliminó del modo de juego más común, siguió siendo un elemento especial en niveles selectos. El uso de la multitarea entre carriles fue influenciado y apareció de manera destacada en el antiguo juego de arcade Tapper.
Cuando el juego presentaba extraterrestres, su título provisional era Weedlings, pero Fan pensó que el nombre no encajaba bien debido a la cantidad de videojuegos con temas de jardinería que se lanzaban en ese momento. Se le cambió el nombre a Plantas contra zombis como marcador de posición después de que se cambiaron los enemigos. El nombre planeado para la mayor parte del desarrollo era Lawn of the Dead, un juego de palabras con el título de la película de zombis de George A. Romero, Dawn of the Dead. Romero no permitió el uso del nombre, incluso después de una súplica de Fan, quien le envió a Romero un video de sí mismo vestido como un trabajador temporal zombi gruñendo y programando en una computadora, subtitulado con referencias a errores de tiempo de ejecución. Había muchos otros nombres candidatos, incluidos Residential Evil y Bloom & Doom, el último de los cuales se utilizó como marca en los paquetes de semillas del juego.

### Diseño
Plantas contra zombis fue diseñado inicialmente solo por Fan. Como Fan era un empleado de tiempo completo en PopCap Games, la compañía de videojuegos ayudó a formar un pequeño equipo formado por una compositora (Laura Shigihara), un programador (Tod Semple) y un artista (Rich Werner). Fan tenía su base en San Francisco, mientras que Werner estaba en Seattle. A Stephen Notley se le atribuye el mérito de ser el escritor de Plantas contra zombis. Escribió las descripciones de plantas y zombis en la guía del juego, Suburban Almanac. Fan descubrió que trabajar en equipos pequeños era más fácil que trabajar en equipos grandes. Según una entrevista con Edge, mientras buscaba un artista, Fan descubrió a Rich Werner, cuyo trabajo Fan pensó que coincidía con sus intenciones de diseño. Fan atribuyó la intriga del diseño a su esquema de animación; Tod Semple sugirió usar Adobe Flash, lo que a Fan le preocupaba que generara una animación «recortada de papel» y que se pareciera demasiado a South Park, pero finalmente quedó satisfecho y le dio crédito al talento de Semple y Werner. Plantas contra zombis se creó utilizando el motor propio de PopCap Games: PopCap Framework. Fan publicaba constantemente actualizaciones de Plantas contra zombis cada cuatro meses en un foro interno dentro de PopCap Games llamado Burrito, donde aceptaba comentarios de los empleados de PopCap.
Cuando se estableció por primera vez el concepto de Plantas contra zombis como una secuela de Insaniquarium, Fan quería hacer un juego en el que los extraterrestres invadieran el jardín del jugador. Originalmente, su intención era crear un juego de jardinería en el que se cultivaran plantas como una inversión para defenderse contra una invasión alienígena. Después de que Fan creó el «zombi perfecto», los enemigos cambiaron de extraterrestres a zombis. Recortó el concepto de defender y mantener el jardín simultáneamente, sintiendo que la jardinería repetitiva restaba valor al juego principal. Simplificando el sistema de jardinería, Fan reestructuró los aspectos principales del juego para encajar mejor en el género de defensa de torres, y luego agregó más elementos inspirados en otros juegos. Fan disfrutó la idea de que las plantas se defendieran de los zombis, combinando dos especies distintas que aún no habían sido tocadas por otros desarrolladores de juegos en ese momento. Para él, las plantas que desempeñaban el papel de torres tenían sentido, actuando como defensa estacionaria contra las recurrentes oleadas de zombis. Los zombis fueron diseñados para moverse en el actual sistema lineal de cinco y seis carriles en el juego final, Permitir que los zombis enemigos interactúen con las plantas defensivas, un refinamiento en el juego que Fan consideró que funcionó como una mecánica de juego única para hacer que Plantas contra zombis se destaque en el género de defensa de torres entre otros juegos de defensa de torres populares en ese momento.
Plantas contra zombis tardó tres años y medio en realizarse. Gran parte del primer año de desarrollo se centró en el modo Aventura; Luego, Semple sugirió una lluvia de ideas sobre conceptos para el modo Minijuegos. «Rompejarrones» y «Yo, zombi» se originaron a partir de esas ideas como niveles individuales antes de que Fan, quien disfrutaba modificándolos, los separara a ellos y a sus variantes en el modo Puzzle. Durante las pruebas, Fan descubrió que los modos adicionales restaban valor a los jugadores del modo Aventura. Fan bloqueó la mayoría de sus niveles, requiriendo avanzar dentro del modo Aventura para desbloquearlos. Más tarde, el desarrollo de Plantas contra zombis consistió en que Fan probara el juego y tomara notas de lo que se podía hacer para modificarlo antes de enviarlas a Semple. El último año de desarrollo hizo que el equipo afinara Plantas contra zombis antes del lanzamiento.
Uno de los aspectos críticos del desarrollo fue diseñar Plantas contra zombis para que tuviera un equilibrio entre juegos intensos y casuales. Fan diseñó el tutorial para que fuera simple y se fusionara con el juego para atraer a jugadores ocasionales. Hizo que el jugador aprendiera realizando acciones, en lugar de leer sobre cómo realizar las acciones. Los mensajes del juego también fueron creados para que fueran lo más breves y fáciles de leer posible; con el diálogo de Crazy Dave dividido en pequeños fragmentos de texto para que coincida con esto. Los mensajes del juego también fueron diseñados para coincidir con el conjunto de habilidades del jugador; un ejemplo es el mensaje que le dice al jugador que coloque los Lanzaguisantes más a la izquierda, solo aparecería en un nivel inicial si se coloca un Lanzaguisantes hacia la derecha del césped y se lo come. El equipo descubrió que los recién llegados al género de la estrategia en tiempo real a menudo tenían dificultades para aprender la importancia de la captación de sol. El precio de los Girasoles, que generan ingresos, se redujo a la mitad, lo que animó al jugador a comprarlos en lugar del Lanzaguisantes, que solo es de ataque. El cambio obligó a reestructurar el equilibrio entre plantas y zombis, una medida que, según Fan, valió la pena.

### Personajes
Al principio del desarrollo de Plantas contra zombis, se dedicó tiempo a pensar en ideas para los personajes. Fan deliberadamente le dio a todas las plantas y zombis nombres que coincidían con sus funciones individuales, diseñándolos en consecuencia—por ejemplo, un Lanzaguisantes dispara proyectiles de guisantes. Fan también hizo que todas las plantas estuvieran estacionarias y que todos los zombis se movieran lentamente a través de su carril para que el jugador casual entendiera que las torres (las plantas con raíces) no podían moverse y los atacantes (los zombis sin sentido) podían moverse lentamente. Los diseños finales de los zombis y plantas cambiaron poco desde sus inicios. El único personaje humano del juego, Crazy Dave, era una parodia de David Rohrl, una persona que Fan conocía. Crazy Dave presenta una interpretación vocal de Fan.
El juego final tiene 49 tipos de plantas. Fan expresó su cariño por las plantas Nuez Cascararrabias, Plantorcha y Mazorcañón. Le gustó el carácter de la Nuez Cascararrabias, citando su «mirada decidida» y que derrama una sola lágrima cuando lo lastiman. En términos de estrategia, le gustó que la Plantorcha, que proporciona munición llameante a los Lanzaguisantes, requiriera que el jugador considerara cómo las plantas interactúan entre sí. A Fan también le gustó la Apisonaflor, debido al juego de palabras de su nombre; la planta aplasta a los zombis. Una planta propuesta se habría colocado encima de otras plantas para protegerlas de Bungee y Catapult Zombies; sin embargo, era difícil visualizar la posición de esta planta. Un elemento defensivo similar (la hoja paraguas) llegó al juego final, protegiendo a las plantas de Bungee y Catapult Zombies, pero colocado junto a las plantas. Muchas plantas potenciales tenían arte conceptual pero no estaban en la versión final de Plantas contra zombis.
Plantas contra zombis tiene 26 tipos de zombis. El zombi favorito de Fan era el Dr. Zomboss; el equipo pasó un mes completo diseñando la pelea contra él al final del juego. A Fan le gustó el zombi saltador con pértiga debido a la probable diversión de su primer encuentro con el jugador; dio un ejemplo de un jugador que no logró bloquearlo con una Nuez, y el zombi saltó la obstrucción. La primera versión del Newspaper Zombie simplemente leía un periódico, pero Werner volvió a dibujar al personaje como si se hubiera convertido en un zombi mientras leía en el baño. El hermano de Fan le preguntó si había basado el zombi en su padre, ya que a menudo leía el periódico en el baño. Fan dijo que si bien no tenía esa intención, era su historia de fondo favorita para un zombi. The Dancing Zombie inicialmente se parecía a Michael Jackson del vídeo musical «Thriller». El zombi estuvo presente en el juego antes de su muerte, pero los herederos del artista se opusieron a su inclusión más de un año después de su muerte; PopCap lo reemplazó con un zombi bailarín disco más genérico. Muchos otros zombis fueron eliminados durante el desarrollo.

### Banda sonora
Shigihara compuso la banda sonora de Plantas contra zombis, tomando prestados elementos de la música pop y el chiptune de consola. Antes del inicio del juego, Fan le pidió a Shigihara que compusiera la música para su próximo título porque admiraba su música. Se inspiró en las bandas sonoras de Danny Elfman y en una amplia gama de estilos musicales: una canción utiliza percusión y swing de una banda de música; otro utiliza ritmos tecno con sonidos «orgánicos». El estudioso de la música de cine K. J. Donnelly encontró que la música era brillante y «caricaturesca». Señaló que la música no estaba vinculada dinámicamente al juego, sino que progresa de forma independiente. Destacó el diseño de la banda sonora en un estilo progresivo, «casi en paralelo al desarrollo del juego».
Shigihara describió la música como «macabra, pero tonta». Al examinar los escenarios nocturnos, explicó que utilizó una combinación de ritmos de swing de big band con «varias melodías serias e inquietantes». Las canciones «Loonboon» y «Brainiac Maniac» fueron escritas hacia el final de la producción. Shigihara dijo que eran canciones reaccionarias que escribió para adaptarse a la sensación del juego después de jugarlo dos veces. Shigihara compuso e interpretó el vídeo musical que se muestra durante los créditos del juego, titulado «Zombies on Your Lawn». La canción se inspiró en «Still Alive», que suena al final del videojuego Portal. Las pistas de Plantas contra zombis finalmente se lanzaron como parte de un álbum de banda sonora descargable.

## Promoción y lanzamiento
El 1 de abril de 2009, PopCap lanzó un vídeo musical de «Zombies on Your Lawn» para promocionar Plantas contra zombis. Si bien muchos jugadores de PC no estaban seguros de si el video era una broma elaborada del Día de los Inocentes, el portavoz de PopCap, Garth Chouteau, reveló en una entrevista con IGN que el juego pronto se lanzará para PC y Mac. El 22 de abril de 2009, PopCap lanzó un avance oficial del juego Plantas contra zombis en YouTube. PopCap Games lanzó una versión de demostración el 4 de mayo de 2009, que permite treinta minutos de juego. Plantas contra zombis se lanzó oficialmente para PC y Mac el 5 de mayo de 2009. El 23 de septiembre de 2009 se lanzó una versión gratuita de Adobe Flash de Plantas contra zombis, junto con la demostración reemplazada por una versión en la que el jugador puede jugar hasta el nivel 3-4.
En julio de 2010 se lanzó una edición de Juego del año. Estuvo disponible en Steam el 11 de agosto de 2010; cualquiera que ya haya comprado el juego podrá actualizar a la nueva edición de forma gratuita. La edición Juego del año agrega una función «Zombatar» que permite al jugador personalizar la cara de un zombi. La edición también es compatible con Steam Cloud, que permite al jugador acceder a los datos guardados del juego desde varias computadoras.

### Versiones para teléfonos móviles
Durante los anuncios de Plantas contra zombis, PopCap Games reveló que el juego se trasladaría a otras plataformas después del lanzamiento para PC. En agosto de 2009, se anunció en IGN que Plantas contra zombis se trasladaría al iPhone a finales de 2009. Anunciaron la fecha de lanzamiento del port en un avance en YouTube en febrero de 2010, liberándolo oficialmente el 15 de febrero de 2010. El port incluía una interfaz modificada para usuarios de iPhone y un modo de juego rápido que permitía al jugador jugar cualquier nivel en el modo Aventura; eliminó los modos Minijuegos, Rompecabezas y Supervivencia.
En marzo de 2010, un blog de tecnología llamado PadGadget encontró entradas públicas involuntarias para adaptaciones de juegos de iPhone al iPad, entre ellos Plantas contra zombis. La versión para iPad del juego, llamada Plantas contra zombis HD, se lanzó el 5 de abril de 2010. Utilizó los 11 sensores táctiles del iPad y restableció el modo Supervivencia y el modo Minijuegos, que incluye un minijuego exclusivo para iPad llamado «Buttered Popcorn». Las actualizaciones posteriores de iOS agregarían más contenido a su versión de Plantas contra zombis, incluido Zen Garden, minijuegos adicionales y logros adicionales.
En mayo de 2011, PopCap Games anunció oficialmente que Chuzzle estaría disponible en Amazon Appstore para dispositivos Android durante las próximas dos semanas, y Plantas contra zombis estaría disponible a finales de mes. Ambos eran gratuitos el día del lanzamiento y costaron 2,99 dólares después. El 31 de mayo de 2011, Plantas contra zombis ingresó a la tienda de aplicaciones de Amazon. En diciembre de 2011, PopCap Games anunció que lanzaría Plantas contra zombis y Peggle a través del Android Market. Estuvo disponible en Google Play Store el 15 de diciembre de 2011.
En algún momento del año 2012, se lanzó una versión para los dispositivos que ejecutan la tecnología J2ME (Conocida como la versión Java), en la cual la calidad bajo a los 16 bits (pero siendo superior gráficamente a de Nintendo DS), solo está disponible el Modo Aventura y el Almanaque (disponible desde el inicio, sin completar el nivel 2-4), también es de mencionar que se removieron algunas plantas y zombis (Planterna, Trebolador, Bipitidora, Calabaza, Magnetoseta, Grano De Café, Ajo, Paraplanta, Margarita y las plantas de la tienda de Crazy Dave del lado de las plantas y de los zombis: Zomboni, Zombie Bobsled Team, Dolphin Rider Zombie, Zombie Yeti y el Bungee Zombie) y el juego se reinicia al completar el modo aventura (la vida del Dr. Zombie es mucho más baja en esta versión que en las otras).

### Versiones de consola
Plantas contra zombis se anunció para Xbox 360 en julio de 2010, estará disponible solo y como parte de un paquete con Peggle y Zuma. El juego fue lanzado para Xbox 360 en Xbox Live el 8 de septiembre de 2010. Para facilitar el uso con el controlador Xbox, el cursor estaba fijado en el patrón de cuadrícula del césped y el sol flotaba hacia el cursor. El port también incluía el modo Versus, un modo cooperativo y un nuevo nivel en el modo Minijuegos. El modo Versus combinaba a dos jugadores, uno jugando a plantas y otro a zombis. El objetivo del jugador zombi es llegar a la casa, mientras que el jugador de la planta pretende matar a tres de los cinco zombis objetivo en el lado derecho del césped. El 28 de enero de 2011 se anunció un port de PlayStation Network para PlayStation 3 de Plantas contra zombis, con Sony Online Entertainment como editor y fue puesto en libertad el 8 de febrero de 2011.
La versión DS de Plantas contra zombis se anunció en agosto de 2010. El port fue lanzado el 18 de enero de 2011 en América del Norte y el 6 de mayo de 2011, en Europa y Australia. El port incluía la función Zombatar y el modo versus de la versión Xbox Live, y también agregó cuatro minijuegos exclusivos. El 14 de marzo de 2011, se lanzó el port DSiWare en Norteamérica. Fue lanzado el 6 de mayo de 2011 en Europa y Australia. La versión DSiWare sólo mantuvo el modo Aventura y el modo Minijuegos; los niveles del minijuego consistían en niveles exclusivos del DS original y un nuevo nivel llamado «Zombie Trap».
El port para PlayStation Vita se anunció en diciembre de 2011. Fue lanzado el 21 de febrero de 2012 en Norteamérica y en Europa como título de lanzamiento el 22 de febrero de 2012; con Sony Online Entertainment como editor. El port permite al jugador jugar usando la pantalla táctil o los controladores. También introduce la posibilidad de agitar la Vita para recolectar soles y dinero. A diferencia de otras versiones de consola, el juego carece de configuración multijugador.

## Recepción

### Ventas
El 20 de mayo de 2009, Plantas contra zombis fue declarado el videojuego más vendido creado por PopCap Games, convirtiéndose rápidamente en su videojuego más vendido; superando a sus juegos populares anteriores: Bejeweled y Peggle. En una presentación en la Game Developers Conference China 2010, James Gwertzman, vicepresidente de la división Asia/Pacífico de PopCap Games, reveló que el juego había vendido 1,5 millones de copias a nivel internacional. Fan estimó que la mitad de las ventas provinieron de jugadores incondicionales. Larry Hryb, director de programación de Xbox Live, informó que Plantas contra zombis fue el decimotercer juego más comprado en 2011 en Xbox Live Arcade. Plantas contra zombis tuvo un éxito especial en la App Store. Según PopCap, el lanzamiento de iOS de Plantas contra zombis vendió más de 300.000 copias durante sus primeros nueve días, generando más de 1 millón de dólares en ventas brutas. Ascendió al número uno en ventas y dinero recaudado con un videojuego móvil antes de perder el lugar nueve días después de su lanzamiento. En abril de 2016, se habían descargado nueve millones de copias en todas las plataformas iOS.

### Reseñas críticas
Plantas contra zombis recibió críticas positivas. Según Metacritic, la única versión que no recibió «críticas generalmente positivas» o «aclamación universal» es la versión DSiWare, que recibió «críticas mixtas o promedio»- Desde entonces, ha sido considerado uno de los mejores videojuegos de todos los tiempos. Algunos críticos encontraron que la mecánica principal era sencilla, pero el juego en sí era desafiante. Tom Francis de GamesRadar+ dijo que fue sólo casual en su facilidad para entender su premisa; aclaró: «No hay nada casual en las 30 malditas horas que hemos pasado, efectivamente, haciendo jardinería». Seth Schisel de The New York Times dijo que tanto niños como adultos disfrutarían de Plantas contra zombis. Otros no estuvieron de acuerdo: El editor de GameSpot, Chris Watters, dijo: «Los veteranos de la defensa de torres tendrán que soportar mucha acción simple y familiar para encontrar un desafío real, y la espera puede resultar demasiado larga para algunos»; Tae Kim de GamePro dijo que no fue particularmente fácil ni difícil, y que nunca tuvo que reiniciar a pesar de ser «terrible en este tipo de juegos». John Walker de Rock Paper Shotgun dijo que la dificultad a veces parecía artificial.
A pesar de sus críticas a la dificultad del juego, Watters elogió la constante introducción de nuevas plantas en Plantas contra zombis, que mantuvo el juego fresco. El editor de Eurogamer, Christian Donlan, estuvo de acuerdo: cada zombi desafía al jugador y cada nueva planta permite una nueva estrategia. Muchos críticos lo elogiaron por su tutorial minimalista que permite la experimentación; algunos habían creído que todo el modo Aventura era un largo tutorial o un calentamiento para otros modos de juego. Muchos críticos elogiaron el juego por el valor de repetición que ofrecen los modos de juego adicionales; Francis dijo que cuando el jugador termine el modo Aventura; «La riqueza obscena de otras cosas que hacer ya supera su valor de entretenimiento».
También se ha elogiado el estilo artístico y la música de Plantas contra zombis. Susan Arendt de The Escapist dijo que «la música es excelente [y] el arte es encantador y adorable». Muchos críticos han calificado los gráficos como «adorables». Watters elogió la animación de la unidad y explicó que tenían un «gran sentido de la personalidad». Algunos llamaron la atención sobre el humor del juego. Earnest Cavalli de Wired dijo que si bien la idea detrás suena macabra, «cada nivel del juego ofrece algo de qué reírse». Marc Saltzman de Gamezebo encontró humor en los numerosos métodos de matar del juego. El editor de IGN, Daemon Hatfield, elogió la música del juego; lo llamó una «banda sonora pegadiza y orgánica que se vuelve más intensa a medida que tu jardín se inunda de enemigos». Por el contrario, Walker encontró la banda sonora «decepcionante» y afirmó: «Después de la promesa del magnífico vídeo musical, la esperanza de melodías igualmente pegadizas en el juego no se mantiene».
Los críticos elogiaron la adaptación para iPhone de Plantas contra zombis por ser fiel a la versión de PC y por su modo de juego rápido, pero muchos se sintieron decepcionados por la omisión de los demás modos de juego. Muchos críticos alabaron la inclusión en la versión para iPad del modo Minijuegos y el modo Supervivencia, junto con «Buttered Popcorn», el minijuego exclusivo. La versión para Xbox 360 de Plantas contra zombis fue elogiada por la incorporación de modos de juego exclusivos, como el modo cooperativo y el modo versus. La versión para Nintendo DS recibió elogios por sus cuatro nuevos minijuegos y el modo versus de la versión para Xbox 360, pero se consideró inferior en cuanto a animación y gráficos. También fue criticada por su elevado precio, por el uso exclusivo de la pantalla superior de la DS como indicador de la progresión de nivel y por su inestable tasa de imágenes por segundo. Muchos críticos consideraron que la versión de PS Vita era fiel a la de PC, aunque no estaban seguros de que hubiera suficientes añadidos significativos en esta versión como para recomendarla a alguien que ya tenga Plantas contra zombis en otra plataforma. El creador y magnate de Ultima, Richard Garriott, dijo en 2011 que Plantas contra zombis era su juego favorito de todos los tiempos.

### Premios
Plantas contra zombis fue nominado a varias categorías en los GameSpot Best de 2009, 2009 Spike Video Game Awards, los XIII y XIV Premios Anuales a los Logros Interactivos, la 10ª edición de los Game Developers Choice Awards, y la 6ª y 7º Premios de los Juegos de la Academia Británica. Ganó las categorías de «Juego de Descarga del Año» y «Juego de Estrategia del Año» en los Premios Golden Joystick 2010, y en la categoría de «Mejor juego casual» en la 7ª edición de los International Mobile Gaming Awards. Electronic Arts (EA) afirma que Plantas contra zombis ha ganado más de 30 premios al Juego del Año.
| Año  | Entrega de premios                                       | Categoría                                | Resultado | Ref.    |
| ---- | -------------------------------------------------------- | ---------------------------------------- | --------- | ------- |
| 2009 | 2009 Spike Video Game Awards                             | Mejor juego para PC                      | Nominada  | [ 130 ] |
| 2009 | 2009 Spike Video Game Awards                             | Mejor juego descargable                  | Nominada  | [ 130 ] |
| 2010 | XIII Premios Anuales a los Logros Interactivos           | Juego casual del año                     | Nominada  | [ 131 ] |
| 2010 | XIII Premios Anuales a los Logros Interactivos           | Logro excepcional en el diseño de juegos | Nominada  | [ 131 ] |
| 2010 | 10ª edición de los premios Game Developers Choice Awards | Mejor diseño de juego                    | Nominada  | [ 133 ] |
| 2010 | 10ª edición de los premios Game Developers Choice Awards | Premio a la innovación                   | Nominada  | [ 133 ] |
| 2010 | 10ª edición de los premios Game Developers Choice Awards | Mejor juego descargable                  | Nominada  | [ 133 ] |
| 2010 | VI Premios de la Academia Británica de Juegos            | Estrategia en 2010                       | Nominada  | [ 134 ] |
| 2010 | Golden Joystick Awards 2010                              | Descargar Juego del Año                  | Ganadora  | [ 136 ] |
| 2010 | Golden Joystick Awards 2010                              | Juego de estrategia del año              | Ganadora  | [ 136 ] |
| 2010 | Golden Joystick Awards 2010                              | Juego portátil del año                   | Nominada  | [ 136 ] |
| 2011 | 7º Premio Internacional de Juegos para Móviles           | Mejor juego casual                       | Ganadora  | [ 137 ] |
| 2011 | 7º Premios de la Academia Británica de Juegos            | Estrategia en 2011                       | Nominada  | [ 135 ] |
| 2011 | 14ª edición de los Interactive Achievement Awards        | Juego casual del año                     | Nominada  | [ 138 ] |

## Legado

### El despido de George Fan yOctogeddon
PopCap Games y sus activos fueron comprados por EA el 12 de julio de 2011 por 750 millones de dólares. Cincuenta empleados fueron despedidos del estudio de PopCap Games en Seattle el 21 de agosto de 2012, lo que supuso un cambio de orientación hacia los juegos móviles y sociales. Tras unas declaraciones de Edmund McMillen, creador de The Binding of Isaac, circularon rumores de que Fan había sido despedido por EA porque se oponía a implementar mecánicas pay-to-win en Plants vs. Zombies 2. Fan confirmó en un tuit de 2017 que había sido despedido y que se oponía a los aspectos freemium de Plants vs. Zombies 2, pero no vinculó ambos hechos.
Tres antiguos empleados de PopCap han argumentado en contra de la idea de que Fan fuera despedido por sus preocupaciones sobre el juego, entre ellos Allen Murray, antiguo productor de Plants vs. Zombies 2. Dicen que Fan fue despedido como parte de los despidos sistemáticos de agosto de 2012, y que ni siquiera formaba parte del equipo de Plants vs. Zombies 2; en ese momento estaba trabajando en otras ideas para juegos, incluido un juego llamado Full Contact Bingo. Había perdido interés en Plantas contra zombis cuando EA empezó a concebir el juego como una gran franquicia. Fan trabajó en el juego arcade de acción y estrategia Octogeddon tras ser despedido, inicialmente como parte de un concurso Ludum Dare. La idea del juego fue recibida positivamente y Fan formó una empresa junto con Werner, el artista de Plantas contra zombis y Kurt Pfeiffer, el programador del port de Xbox 360. Desarrollaron Octogeddon durante varios años, que saldrá a la venta el 8 de febrero de 2018, con críticas generalmente positivas, según Metacritic.

### Secuelas yspin-offs
Desde que EA adquirió PopCap Games, Plants vs. Zombies se ha convertido en una franquicia que abarca muchas consolas y varios géneros. Plants vs. Zombies Adventures, un juego social derivado, se lanzó para Facebook el 20 de mayo de 2011, y se cerró el 12 de octubre de 2014. Una secuela principal llamada Plants vs. Zombies 2 fue lanzada para iOS el 14 de agosto de 2013. Plants vs. Zombies: Garden Warfare, un shooter multijugador en tercera persona, salió a la venta el 25 de febrero de 2014 para Xbox 360, PlayStation 3 y Xbox One, y su secuela salió a la venta el 23 de febrero de 2016 para PlayStation 4 y Xbox One. Un juego digital de cartas coleccionables, Plants vs. Zombies: Heroes, fue lanzado internacionalmente para iOS el 18 de octubre de 2016. La franquicia lanzó su tercer shooter en tercera persona, Plants vs. Zombies: La batalla de Neighborville, el 18 de octubre de 2019, para PlayStation 4 y Xbox One. Actualmente se está desarrollando un tercer título principal para Android e iOS a partir de octubre de 2020.
Según Metacritic, casi todas las secuelas y spin-offs de Plantas contra zombis recibieron críticas generalmente positivas. A pesar de su oposición al modelo freemium de Plants vs. Zombies 2, Fan ha elogiado la serie por adentrarse en diferentes géneros, en particular Plants vs. Zombies: Heroes, que se adentra en el coleccionismo digital de cartas; espera que EA continúe con la serie en más géneros manteniendo el encanto del original.

### En otros medios
Zen Studios y PopCap crearon una mesa de pinball interactiva de contenido descargable (DLC), basada en Plantas contra zombis Plantas contra zombis Zen Pinball 2 y Pinball FX 2. El DLC salió a la venta el 4 de septiembre de 2012 en Norteamérica y el 5 de septiembre en Europa.

#### Cómic
En julio y agosto de 2013, Dark Horse Comics publicó seis números de una miniserie de adaptación de un cómic en una aplicación para iOS. La miniserie se titulaba Lawnmageddon, escrita por Paul Tobin y dibujada por Ron Chan. Dark Horse Comics siguió publicando números durante los dos años siguientes. En 2015, Dark Horse Comics comenzó a publicar mensualmente la serie de cómics, tanto en formato digital como impreso; cada tres números formaban una miniserie independiente. La primera miniserie impresa se tituló Bully for You.